# Sportradar
Sportradar AG je švýcarská firma se sídlem ve St. Gallenu, která provozuje matematicko-statistický systém zaměřený na sběr a analýzu dat souvisejících s výsledky sportovních utkání. Spolupracuje se sázkovými kancelářemi, národními fotbalovými svazy a s mezinárodními fotbalovými asociacemi (např. FIFA, UEFA), celkem je jejími klienty více než 400 subjektů v 70 zemích. Společnost má 16 poboček ve 12 zemích na světě.
Stejnojmenný systém zaznamenává výsledky zápasů, jejich kurzy a mnoho dalších informací (u fotbalu např. počet žlutých a červených karet, rohových kopů, vyloučené hráče, historii přestupů atd.). Data jsou pomocí počítačových programů analyzována a porovnávána, v případě podezření nekalého ovlivnění (např. výrazná odchylka od statistického normálu) jsou zákazníci informováni.
Od roku 2009 provozuje firma Fraud Detection System, vyhodnocovací mechanismus pro odhalování podvodů.